# Yes! Pretty Cure 5
Yes! Pretty Cure 5 (Ｙｅｓ！プリキュア５?, Yes! Purikyua 5, Yes! Precure 5) è la quarta serie anime del franchise di Pretty Cure, creata da Izumi Tōdō e prodotta dalla Toei Animation. Trasmessa in Giappone su TV Asahi dal 4 febbraio 2007 al 27 gennaio 2008, in Italia la serie è stata acquistata dalla Rai, che l'ha mandata in onda su Rai 2 dal 15 maggio al 19 agosto 2009.
Yes! Pretty Cure 5 è preceduta da Pretty Cure Splash☆Star e seguita da Yes! Pretty Cure 5 GoGo!.

## Trama
Mentre sta camminando verso la fermata dell'autobus, Nozomi Yumehara vede una farfalla rosa e decide di seguirla in un vicolo, nel quale si scontra con un ragazzo. Il giorno dopo, nella biblioteca della scuola, Nozomi trova per caso il Dream Collet, il libro dei sogni, e incontra Coco, una creatura del Regno di Palmier, che si rivela essere il ragazzo del giorno prima. Trovatasi per sbaglio coinvolta in un attacco da parte della Nightmare Company, la ragazza si trasforma in Cure Dream e decide di aiutare Coco a ricostruire il Regno di Palmier distrutto dalla stessa Nightmare Company: per farlo, deve completare il Dream Collet, che i nemici tanto reclamano, con i cinquantacinque Pinky, i quali una volta riuniti realizzano un unico e solo desiderio.
Nozomi deve anche trovare altre quattro ragazze che l'aiutino nell'intento, e così al gruppo si uniscono la sportiva nonché sua migliore amica Rin Natsuki che si trasforma in Cure Rouge, la giovanissima attrice Urara Kasugano che diventa Cure Lemonade, la timida aspirante scrittrice Komachi Akimoto che si trasforma in Cure Mint, e l'appassionata di medicina Karen Minazuki che è Cure Aqua.

## Personaggi

### Pretty Cure
Nozomi Yumehara (夢原 のぞみ?, Yumehara Nozomi) / Cure Dream (キュアドリーム?, Kyua Dorīmu)
Doppiata da: Yūko Sanpei (ed. giapponese), Monica Bertolotti (ed. italiana)
Ha 14 anni e frequenta la seconda media a L'Ecole Cinq Lumière. Curiosa, gentile e maldestra, ma forte e decisa, il padre è scrittore e la madre dirige il salone di bellezza Espoir. È la migliore amica di Rin sin dall'infanzia ed è innamorata di Kokoda, sentimento che cresce nel corso delle due serie. Il suo amore è ricambiato, anche se i due non arriveranno mai a dichiararsi espressamente. Non sa ancora cosa fare nella vita perché non eccelle negli sport e non ha talenti particolari, ma trova uno scopo quando diventa una Pretty Cure e accetta di aiutare Coco a ricostruire il Regno di Palmier, distrutto dalla Compagnia dell'Incubo; decide che in futuro diventerà insegnante. Nonostante i suoi fallimenti scolastici, sportivi e culinari, è una grande ottimista e vede sempre il meglio delle persone, tanto da dare a chiunque, anche ai malvagi, una seconda possibilità. Ha un forte senso della giustizia e fa amicizia facilmente, anche se all'inizio ha qualche contrasto con Milk e litiga spesso con lei soprattutto per il cibo. La sua frase simbolo è "È deciso, sì!" (「けって～い！」?, "Kette~i!"). Si trasforma in Cure Dream, la Pretty Cure del Sogno e leader del gruppo.
Rin Natsuki (夏木 りん?, Natsuki Rin) / Cure Rouge (キュアルージュ?, Kyua Rūju)
Doppiata da: Junko Takeuchi (ed. giapponese), Gaia Bolognesi (ed. italiana)
Ha 14 anni e frequenta la seconda media a L'Ecole Cinq Lumière. Aiuta i genitori nel loro negozio di fiori, e ha un fratellino e una sorellina gemelli, Yu e Ai. Leale, tenace e determinata, anche se ha paura dei fantasmi, è brava in tutti gli sport e gioca a calcetto. Ha una personalità pessimista, che contrasta con quella allegra e ottimista di Nozomi, la sua migliore amica, alla quale è molto affezionata e per la quale prova un forte affetto fraterno: le due si conoscono fin dall'infanzia e Rin la tira spesso fuori dai guai; la loro amicizia è il motivo per cui è diventata una Pretty Cure. Nonostante il carattere prettamente mascolino, ama creare piccoli gioielli e accessori per sé e per le amiche, e vorrebbe diventare disegnatrice di gioielli: per perseguire questo suo sogno, accetta di venderne alcuni alla Natts House. Con Karen ha inizialmente un rapporto conflittuale, ma poi scopre di avere molte cose in comune con lei, tra le quali la passione per i fiori, e diventano amiche. Si trasforma in Cure Rouge, la Pretty Cure della Passione.
Urara Kasugano (春日野 うらら?, Kasugano Urara) / Cure Lemonade (キュアレモネード?, Kyua Remonēdo)
Doppiata da: Mariya Ise (ed. giapponese), Barbara Pitotti (ed. italiana, anche le canzoni)
Ha 13 anni e frequenta la prima media a L'Ecole Cinq Lumière. Idol appena trasferitasi, nasconde i suoi sentimenti dietro l'allegria e un sorriso fittizio, e riesce ad essere se stessa solo con le sue uniche amiche, Nozomi e le altre. Timida, dolce e matura, anche se a volte un po' ingenua, vuole diventare un'attrice per portare felicità, pace e amore. Prende il suo lavoro molto seriamente, avendo però poco tempo per stringere amicizia. Oltre a interpretare ruoli minori in produzioni cinematografiche e partecipare ad alcuni programmi televisivi, diventa anche cantante, e nel corso della sua carriera escono due singoli, La porta del coraggio (とびっきり！勇気の扉? Tobikkiri! Yūki no door) e Sarò un po' magica (ツインテールの魔法? Twintail no mahō). Ama mangiare, ma non tanto quanto Nozomi, e le piace il curry con riso. Ha un forte legame con la propria famiglia, che la sostiene nella realizzazione del suo sogno. Suo padre Michel, di origini francesi, e suo nonno Heizo sono i suoi fan più agguerriti insieme alle altre Pretty Cure, mentre sua madre Maria, un'attrice di teatro, è morta quand'era piccola. Urara sogna di poter recitare, un giorno, nello stesso spettacolo in cui recitò sua madre prima di morire. In Yes! 5 GoGo! instaura un rapporto profondo con Shiro. Si trasforma in Cure Lemonade, la Pretty Cure della Freschezza.
Komachi Akimoto (秋元 こまち?, Akimoto Komachi) / Cure Mint (キュアミント?, Kyua Minto)
Doppiata da: Ai Nagano (ed. giapponese), Eleonora Reti (ed. italiana)
Ha 15 anni e frequenta la terza media a L'Ecole Cinq Lumière. I genitori hanno un negozio di dolci che porta il suo nome, e ha una sorella maggiore, Madoka, con la quale viene spesso confusa perché molto somigliante. Educata, curiosa, timida e gentile, anche se quando si arrabbia diventa una furia, le piace leggere e scrivere libri, infatti il suo sogno è diventare scrittrice. Esperta di leggende e amante del mistero, è una volontaria della biblioteca, e spesso vi passa il tempo a scrivere storie. È la migliore amica di Karen dal primo anno delle medie, e la sprona e le dà forza. S'innamora di Nattsu, ma non gli rivelerà mai i suoi sentimenti. Si trasforma in Cure Mint, la Pretty Cure della Tranquillità.
Karen Minazuki (水無月 かれん?, Minazuki Karen) / Cure Aqua (キュアアクア?, Kyua Akua)
Doppiata da: Ai Maeda (ed. giapponese), Rachele Paolelli (ed. italiana)
Ha 15 anni e frequenta la terza media a L'Ecole Cinq Lumière. Proviene da una famiglia benestante e vive in una grande villa da sola con i domestici perché i genitori musicisti, Minako e Taro, sono spesso in viaggio; lei stessa suona il violino e il pianoforte, e pratica equitazione. È la migliore amica di Komachi sin dal primo anno delle scuole medie, fa la presidentessa del consiglio studentesco ed è la prima della classe; è molto responsabile e riesce a memorizzare tutti i nomi e i volti degli allievi della scuola. Vuole diventare medico perché le piace prendersi cura degli altri. Non mostra quasi mai le proprie debolezze, né i propri sentimenti, come la mancanza dei genitori, per non destare preoccupazione. Nonostante sia molto ammirata tra le studentesse per il suo comportamento impeccabile e posato, prima di conoscere Nozomi e le altre si sente sola; è grazie a loro che impara ad esternare i propri sentimenti. Dopo averla curata da una malattia, si lega molto a Milk, mentre non va molto d'accordo con Rin a causa dei caratteri pressoché opposti: saranno i comuni obiettivi delle due Pretty Cure e la passione per i fiori a farle diventare amiche. Non si unisce subito al gruppo di guerriere perché il pensiero di avere un'ulteriore responsabilità la fa tentennare e, di conseguenza, le impedisce di ottenere i poteri. Si trasforma in Cure Aqua, la Pretty Cure dell'Intelligenza.

### Nightmare Company / Compagnia dell'Incubo
Desparaia (デスパライア?, Desuparaia)
Doppiata da: Kazuko Sugiyama (ed. giapponese), Monica Gravina (ed. italiana)
È la donna a capo della compagnia e vuole il Dream Collet per ottenere l'eterna giovinezza e governare l'universo portando disperazione. Si fida molto del suo segretario Kawarino. Comunica attraverso un monitor e, pertanto, raramente esce dal suo ufficio. In battaglia, si serve di guerrieri ombra Kowaina. Dopo aver utilizzato il libro dei sogni, esaurendone per sempre il potere e facendo sfumare la possibilità di ripristinare Palmier, la maschera che indossa si spezza e mostra il suo aspetto ringiovanito dalla pelle pallida e dai lunghi capelli castani. Tuttavia, influenzata da Nozomi con parole di speranza e amicizia, abbandona il suo piano e chiede di essere annientata per porre fine ai suoi poteri fuori controllo.
Kawarino (カワリーノ?, Kawarīno)
Doppiato da: Hiro Yūki (ed. giapponese), Alessio Cigliano (ed. italiana)
È un Incubo che lavora come segretario della compagnia e ricopre un ruolo superiore rispetto agli altri membri. Si occupa di comunicare gli ordini di Desparaia e a riportarle l'esito delle missioni, venendo apprezzato per la sua lealtà. Molti lo temono e dietro al suo comportamento raffinato si cela una spietata crudeltà, tanto da far uccidere indirettamente mano a mano gli altri dipendenti per risaltare soltanto lui agli occhi di Desparaia, della quale è devoto e segretamente innamorato. Il suo vero aspetto è quello di un grosso umanoide corazzato, con corna simili a quelle di un ariete e due code che usa per rispedire gli attacchi al mittente. Il suo nome è un gioco di parole con il termine giapponese "kawari", che significa "sostituire". Viene sconfitto definitivamente dalle Pretty Cure e trascinato a tradimento nella pozza oscura da Bloody.
Bunbee (ブンビー?, Bunbī)
Doppiato da: Wataru Takagi (ed. giapponese), Luciano Roffi (ed. italiana)
È un Incubo che nella sua forma umana è un impiegato, mentre in quella mostruosa è un bombo che spara a raffica raggi energetici dai polsi. Capo di Girinma, Gamao e Arachnea, è però un sottoposto di Kawarino, il quale successivamente lo declassa a semplice impiegato e tenta di ucciderlo, buttandolo dal tetto del grattacielo della compagnia. Sopravvissuto, riappare in Yes! 5 GoGo! come membro di Eternal, dove lo si vede ricoprire compiti di poca importanza, tra cui quello di servire il the; sentendosi sempre più ignorato dai superiori, va via e cerca di negoziare con le Pretty Cure ma, non ottenendo risultato alcuno, ritorna per finire tuttavia cacciato. Sbaglia sempre il nome di Scorpion, con cui gradualmente diventa amico nonostante all'inizio non siano in buoni rapporti. Arresosi al trionfo delle Pretty Cure, apre un'agenzia di tuttofare sul tetto di un grattacielo. Compare brevemente anche in HUGtto! Pretty Cure, dove rivela di aver lavorato per un breve periodo per la Società Criasu, prima di andarsene poiché sfruttato.
Girinma (ギリンマ?, Girinma)
Doppiato da: Nobuyuki Hiyama (ed. giapponese), Gaetano Varcasia (ed. italiana)
È un Incubo la cui forma umana è simile a quella di un pendolare inglese, con grandi occhiali tondi, una bombetta e un bastone, mentre in quella mostruosa è una mantide dalle tenaglie affilate. Non crede nell'amicizia e pensa che chiunque sia un peso debba essere abbandonato. Teme i suoi superiori ed è spesso sfruttato da Bunbee. Viene sconfitto dalle Pretty Cure e indirettamente grazie a Kawarino, che gli fa avere la maschera del Foglio Nero, garantendogli più potere ma togliendogli ogni volontà.
Gamao (ガマオ?, Gamao)
Doppiato da: Akio Suyama (ed. giapponese), Sergio Lucchetti (ed. italiana)
È un Incubo che nella forma umana è simile a un grasso operaio part-time sempre affamato, mentre in quella mostruosa è un rospo dalla lunga lingua. Dopo alcune missioni in cui fallisce, sceglie di non tornare alla Nightmare per timore dei superiori e i suoi successivi attacchi verso le Pretty Cure sono perlopiù mirati a rientrare nelle grazie della compagnia. È lazzarone e rifiuta qualsiasi tipo di lavoro, che però è costretto a cercarsi per mantenersi senza l'appoggio dell'organizzazione. Viene sconfitto dalle Pretty Cure e indirettamente grazie a Kawarino, che gli fa avere la maschera del Foglio Nero.
Arachnea (アラクネア?, Arakunea)
Doppiata da: Yoko Soumi (ed. giapponese), Anna Cesareni (ed. italiana)
È un Incubo che nella forma umana è una donna dai capelli violacei, vestita con un tailleur rosso scuro, mentre in quella mostruosa è un ragno che attacca con la sua resistente ragnatela. Orgogliosa, fredda e calcolatrice, predilige luoghi umidi e sporchi, come fogne, giungle e paludi. Viene sconfitta dalle Pretty Cure e indirettamente grazie a Kawarino, che le fa avere la maschera del Foglio Nero.
Hadenya (ハデーニャ?, Hadēnya)
Doppiata da: Kazue Komiya (ed. giapponese), Cinzia De Carolis (ed. italiana)
È un Incubo che nella forma umana è una donna grassa dai corti capelli viola che indossa un sacco di gioielli, mentre in quella mostruosa è un colorato uccello del carnevale brasiliano. Nuovo dirigente insieme a Bloody al di sopra di Bunbee, in passato ha contribuito alla distruzione del Regno di Palmier. È arrogante e piena di sé. Ama i gioielli e i dolci, ma soprattutto farsi servire, e si diverte a tormentare Kawarino con i suoi baci. Viene sconfitta dalle Pretty Cure e indirettamente grazie a Kawarino, che le fa indossare contro il suo volere la maschera del Foglio Nero.
Bloody (ブラッディ?, Buraddi)
Doppiato da: Eiji Maruyama (ed. giapponese), Paolo Marchese (ed. italiana)
È un Incubo che nella forma umana è un anziano signore che porta il bastone, mentre in quella mostruosa è un pipistrello che scaglia forti onde sonore. Nuovo dirigente insieme a Hadenya al di sopra di Bunbee, in passato è stato il superiore di Kawarino e ha contribuito alla distruzione del Regno di Palmier. Solitamente preferisce d'ingannare gli avversari con le parole, servendosi poco del combattimento e usando Kowaina solo se necessario. Quando Desparaia entra in possesso del Dream Collet, Kawarino tenta di ucciderlo facendogli indossare per forza la maschera del Foglio Nero e gettandolo nello scantinato oscuro della compagnia; riesce però a controllare il potere della maschera, utilizzandolo poi per trascinare Kawarino nella medesima pozza oscura dove si trova lui.
Kowaina (コワイナー?, Kowainā)
Doppiato da: Chihiro Sakurai (ed. giapponese), ? (ed. italiana)
È una maschera utilizzata dai dipendenti della compagnia che può animare qualsiasi cosa, trasformandola in un mostro distruttivo. Viene usata come aiuto per distrarre e mettere in difficoltà gli avversari. Il suo nome deriva dalla parola giapponese "kowai", che significa "spaventoso".

### Regno di Palmier
Coco (ココ?, Koko) / Kokoda (小々田 コージ?, Kokoda Kōji, Koji Kokoda)
Doppiato da: Takeshi Kusao (ed. giapponese), Leonardo Graziano (ed. italiana)
È una creatura simile a un tanuki in cerca del Dream Collet per ricostruire la sua patria, il Regno di Palmier, del quale è principe, e poi re, insieme a Nuts. Buono, generoso, sensibile, altruista e gentile, sa facilmente conquistare la fiducia degli altri; possiede anche il grande dono di saper ascoltare ed è molto ammirato dal suo migliore amico Nuts. Quando assume la forma umana, si fa chiamare Kokoda e insegna alla Cinq Lumière. S'innamora ricambiato di Nozomi, ma pensa sia un ostacolo il fatto che appartengano a due mondi diversi. In Yes! 5 GoGo! acquisisce l'abilità di percepire i Palmin e, risvegliando la forza celata nella corona di Palmier, garantisce il potere dei Cure Fleur alle Pretty Cure. Ama i bignè alla crema e finisce le frasi con l'intercalare "coco" (「ココ」?, "koko").
Nuts (ナッツ?, Nattsu) / Nattsu (夏?, Nattsu)
Doppiato da: Miyu Irino (ed. giapponese), Lorenzo De Angelis (ed. italiana)
È una creatura simile a uno scoiattolo proveniente dal Regno di Palmier, del quale è principe, e poi re, insieme a Coco. Inizialmente è intrappolato nel Dream Collet, ma viene liberato quando tutte le Pretty Cure ricevono i poteri. Serio e responsabile, ha una personalità buona, altruista e generosa, ma in seguito alla distruzione del suo regno, della quale si sente responsabile, è divenuto diffidente e incapace di legare facilmente con le persone. È testardo e preferisce lavorare da solo, senza chiedere aiuto. Crede che sia sempre meglio dire la verità e non mente mai. Come Coco, può trasformarsi in un ragazzo umano e apre la gioielleria Natts House, nella quale le Pretty Cure spesso si ritrovano. Nel tempo impara ad aprirsi, sviluppando un legame con Komachi, con la quale condivide la passione per la lettura. In Yes! 5 GoGo! comincia a studiare la storia degli antichi popoli della Terra per capire come poter migliorare il Regno di Palmier a ricostruirlo; inoltre, per tenere la comunicazione con il suo popolo, modifica un computer portatile che, risvegliando la forza celata nella corona di Palmier, garantisce il potere del Milky Mirror a Milky Rose. Ama i dolci di riso e finisce le frasi con l'intercalare "nuts" (「ナツ」?, "natsu").
Milk (ミルク?, Miruku)
Doppiata da: Eri Sendai (ed. giapponese), Valentina Mari (ed. italiana)
È una creatura simile a una coniglietta proveniente dal Regno di Palmier, dove ricopre il ruolo di apprendista custode dei prìncipi; in Yes! 5 GoGo! sale di livello, arrivando a ricoprire il ruolo di assistente custode. È lei a rivelare il titolo nobiliare di Coco e Nuts alle Pretty Cure, anche se all'inizio non si fida di loro e pensa che non si prendano cura dei principi; tuttavia, poi si ricrede e sviluppa un legame d'amicizia con Karen. Arrogante e furba, si mostra disponibile solo verso Coco e Nuts e non ha la capacità di trasformarsi in umana come loro. Vuole ricostruire al più presto Palmier ed è molto scrupolosa quando si tratta di questioni riguardanti il regno; la sua speranza di ripristinarlo garantisce il potere del Symphony Set alle Pretty Cure. Ha una cotta non ricambiata per Coco e questo la porta a provare gelosia nei confronti di Nozomi, con la quale litiga spesso soprattutto per il cibo perché sono entrambe golose. In Yes! 5 GoGo!, grazie a un raro esemplare di rosa blu, ottiene la forma umana di Kurumi Mimino e i poteri da guerriera di Milky Rose. Ama il cioccolato e finisce le frasi con l'intercalare "miru" (「ミル」?, "miru").
Papaya (パパイヤ?, Papaiya)
Doppiato da: Keiichi Sonobe (ed. giapponese), Gianni Bersanetti / Patrizio Cigliano (GoGo! ep. 31-32) (ed. italiana)
È il più grande del popolo ed è il capo assistente di Coco e Nuts nel Regno di Palmier. È gentile, ma sa essere severo quando serve disciplina. Preso dallo sconforto di aver perduto il regno, gli è stata fatta indossare la Maschera della Disperazione dei Nightmare, come gli altri abitanti di Palmier, fino a quando vengono tutti salvati dalle Pretty Cure. Successivamente aiuta a ricostruire dalle fondamenta il Regno di Palmier che era andato distrutto. Finisce le frasi con l'intercalare "papa" (「パパ」?, "papa").

### Altri personaggi
Megumi Yumehara (夢原 恵美?, Yumehara Megumi)
Doppiata da: Yurika Hino (ed. giapponese), Daniela Calò (ed. italiana)
La madre di Nozomi, lavora nel salone di bellezza Espoir. È la migliore amica della madre di Rin, che conosce sin dall'infanzia, ed è un po' sbadata.
Tsutomu Yumehara (夢原 勉?, Yumehara Tsutomu)
Doppiato da: Satoshi Taki (ed. giapponese), Stefano Billi (ed. italiana)
Il padre di Nozomi, scrive racconti per bambini.
Kazuyo Natsuki (夏木 和代?, Natsuki Kazuyo)
Doppiata da: Mayumi Asano (ed. giapponese), Michela Alborghetti (Yes! 5) / Daniela Calò (GoGo!) (ed. italiana)
La madre di Rin, gestisce un negozio di fiori e affida molto spesso a Rin i gemellini Ai e Yu perché impegnata con il lavoro. Conosce la madre di Nozomi fin dall'infanzia.
Yu Natsuki (夏木 ゆう?, Natsuki Yū) & Ai Natsuki (夏木 あい?, Natsuki Ai)
Doppiati da: Kumiko Watanabe e Satsuki Yukino (ed. giapponese), Laura Cosenza (Yes! 5) / ? (GoGo!) e Tatiana Dessi (Yes! 5) / Agnese Marteddu (GoGo!) (ed. italiana)
Rispettivamente, il fratellino e la sorellina di Rin, sono gemelli e sono dei veri birbanti.
Maria Kasugano (春日野 まりあ?, Kasugano Maria)
La madre di Urara, era un'attrice di teatro. È morta a causa di una grave malattia quando la figlia era ancora piccola, ma è riuscita a trasmetterle la sua passione per la recitazione.
Michel Kasugano (春日野 ミッシェル?, Kasugano Missheru)
Doppiato da: Jun'ichi Kanemaru (ed. giapponese), Gianni Bersanetti (ed. italiana)
Il padre di Urara, ne è un agguerrito sostenitore. Ha origini francesi, ma vive in Giappone da vent'anni e per questo parla fluentemente la lingua.
Heizo Kasugano (春日野 平蔵?, Kasugano Heizo)
Doppiato da: Hiroshi Naka (ed. giapponese), Ambrogio Colombo (ed. italiana)
Padre di Maria e nonno di Urara, ne è un agguerrito sostenitore. Sebbene l'età avanzata, è molto attivo.
Madoka Akimoto (秋元 まどか?, Akimoto Madoka)
Doppiata da: Ai Nagano (ed. giapponese), Chiara Gioncardi (ed. italiana)
La sorella maggiore di Komachi, a cui somiglia molto fisicamente (per questo la gente tende molto spesso a confonderle l'una per l'altra), frequenta l'università. Le piace viaggiare e per questo non è quasi mai a casa. Va in giro in moto ed è sempre di corsa. Indipendente ed eclettica, le sue passioni sono la pittura e la scultura, ma le piace molto anche cucinare, in particolare i dolci di riso, che le vengono buonissimi. Il suo sogno è gestire la pasticceria di famiglia e preparare i dolci tradizionali più buoni del mondo. Quando è nata Komachi, notando che le sue guance assomigliavano ai dolci di riso della loro pasticceria, ha proposto ai genitori di chiamarla come il negozio.
Minako Minazuki (水無月 美奈子?, Minazuki Minako) & Taro Minazuki (水無月 太郎?, Minazuki Tarō)
I genitori di Karen, sua madre è una violinista e suo padre un pianista, sempre in tournée per il mondo: per questo non sono mai a casa con la figlia, alla quale telefonano spesso.
Mika Masuko (増子 美香?, Masuko Mika)
Doppiata da: Mari Yamada (ed. giapponese), Maura Cenciarelli (ed. italiana)
La caporedattrice del giornale della scuola, è sempre alla ricerca di nuovi scoop e porta sempre con sé una matita, un taccuino e la sua macchina fotografica. Cerca di scoprire l'identità delle Pretty Cure e il suo nome significa "mass media".
Kaori Konno (今野 香織?, Konno Kaori), Miho Saito (斉藤 美穂?, Saitō Miho), Eri Nakazawa (中沢 絵理?, Nakazawa Eri) & Aki Yamamoto (山本 亜紀?, Yamamoto Aki)
Doppiate da: Kumiko Itō, Yukiko Wanioka, Ami Michizoe e Kanae Oki (ed. giapponese), Greta Bonetti (Yes! 5 ep. 13) / Laura Amadei, Ughetta d'Onorascenzo, Barbara Villa e Laura Amadei (ed. italiana)
Sono membri della squadra di calcetto in cui gioca Rin. Kaori è il capitano, mentre Eri è il portiere.
Mayu Kudō (工藤 真由?, Kudō Mayu) & Kanako Miyamoto (宮本 佳那子?, Miyamoto Kanako)
Doppiate da: Mayu Kudō e Kanako Miyamoto (ed. giapponese), Ughetta d'Onorascenzo e Laura Amadei (ed. italiana)
Sono due studentesse della Cinq Lumière. I due personaggi sono un omaggio alle omonime cantanti giapponesi esistenti, interpreti delle sigle originali della serie.
Otaka (おタカさん?, Otaka-san)
Doppiata da: Chie Kōjiro (ed. giapponese), Giò Giò Rapattoni (ed. italiana)
La ristoratrice della scuola, gestisce la mensa situata dentro l'edificio. S'impiccia molto degli affari altrui, infatti interviene spesso nei discorsi di Nozomi e le altre; nonostante questo, è molto amichevole verso gli studenti. In realtà è la preside della Cinq Lumière, che ha deciso di camuffarsi e tenere segreta la sua identità per poter continuare a dare consigli come faceva da professoressa agli studenti, i quali da quando è diventata preside non la interpellano più.
Jii-ya (じいや?, Jiiya)
Doppiato da: Tomoaki Ikeda (ed. giapponese), Oliviero Dinelli (ed. italiana)
Il maggiordomo fidato dei Minazuki, si prende cura di Karen, che chiama "signorina", da quando era piccola, dato che i genitori sono all'estero. Il suo vero nome è Sakamoto (坂本?, Sakamoto), infatti "jii-ya" in giapponese è il termine utilizzato per indicare un maggiordomo anziano.
Washi (鷲雄 浩太?, Washio Kōta, Kota Washio)
Doppiato da: Norihisa Mori (ed. giapponese), Francesco Meoni (ed. italiana)
Il manager di Urara, lavora per l'agenzia Eagle. Tiene molto a Urara e vorrebbe vederla sempre felice con una brillante carriera lavorativa. Il nome del personaggio deriva da Takashi Washio, produttore della serie.

## Oggetti magici
Pinky Catch (ピンキーキャッチュ?, Pinkī Kyatchu)
Ha la forma di un orologio da polso ed è utilizzato dalle Pretty Cure per trasformarsi e attaccare. Il loro aspetto iniziale è quello delle cinque farfalle leggendarie del Regno di Palmier. Serve inoltre per catturare i Pinky, grazie a uno strumento musicale tenuto al suo interno che li attira; ogni bracciale ne ha uno diverso: quello di Cure Dream ha una campanella, quello di Cure Rouge ha una tromba, quello di Cure Lemonade ha un'arpa, quello di Cure Mint ha un flauto e quello di Cure Aqua ha un violino.
Dream Collet (ドリームコレット?, Dorīmu Koretto)
È un libro magico, noto anche come "libro dei sogni", grazie al quale, una volta raccolti e inseriti al suo interno tutti i cinquantacinque Pinky, è possibile esaudire un solo e unico desiderio. Coco e Nuts partono alla ricerca di esso per esprimere il desiderio di vedere ricostruito Palmier; tuttavia l'oggetto viene utilizzato dai nemici che ne esauriscono il potere, facendo sfumare la possibilità di ripristinare il regno, che sono obbligati a risollevare dalle fondamenta.
Pinky (ピンキー?, Pinkī)
Sono cinquantacinque piccoli esseri magici che, una volta raccolti e inseriti nel Dream Collet, realizzano un solo e unico desiderio. Ogni Pinky ha una particolare abilità.
Symphony Set (シンフォニーセット?, Shinfonī Setto)
Viene ottenuto dalle Pretty Cure tramite Milk e permette di eseguire l'attacco tutte insieme, ma dona anche un nuovo attacco singolo tramite le armi in cui esso si separa, cioè Dream Torch (ドリームトーチ?, Dorīmu Tōchi), Rouge Tact (ルージュタクト?, Rūju Takuto), Lemonade Castanet (レモネードカスタネット?, Remonēdo Kasutanetto), Mint Leaf (ミントリーフ?, Minto Rīfu) e Aqua Ribbon (アクアリボン?, Akua Ribon).

## Trasformazioni e attacchi

### Cure Dream
- Metamorfosi (メタモルフォーゼ?, Metamorufōze, Metamorphose): è la trasformazione di Nozomi, eseguita tramite il Pinky Catch, e, diventata Cure Dream, si presenta al nemico.

- Dream Attack (ドリーム・アタック?, Dorīmu Atakku): è l'attacco di Cure Dream. La Pretty Cure scaglia una farfalla esplosiva contro il nemico, sconfiggendolo.

- Crystal Shot (クリスタル・シュート?, Kurisutaru Shūto, Crystal Shoot): è l'attacco di Cure Dream con la Dream Torch, ottenuta nell'episodio 25. La Pretty Cure, evocando la Dream Torch col braccio sinistro, la fa ruotare, creando cristalli rosa che scaglia contro il nemico.

### Cure Rouge
- Metamorfosi (メタモルフォーゼ?, Metamorufōze, Metamorphose): è la trasformazione di Rin, eseguita tramite il Pinky Catch, e, diventata Cure Rouge, si presenta al nemico.

- Rouge Fire (ルージュ・ファイヤー?, Rūju Faiyā): è l'attacco di Cure Rouge. La Pretty Cure crea un fascio di fuoco che scaglia contro il nemico.

- Rouge Burning (ルージュ・バーニング?, Rūju Bāningu): è l'attacco di Cure Rouge con la Rouge Tact, ottenuta nell'episodio 27. La Pretty Cure, evocando la Rouge Tact col braccio sinistro, crea un fascio di fuoco che scaglia contro il nemico.

### Cure Lemonade
- Metamorfosi (メタモルフォーゼ?, Metamorufōze, Metamorphose): è la trasformazione di Urara, eseguita tramite il Pinky Catch, e, diventata Cure Lemonade, si presenta al nemico.

- Lemonade Flash (レモネード・フラッシュ?, Remonēdo Furasshu): è l'attacco di Cure Lemonade. La Pretty Cure forma un cuore con le mani, dal quale si sprigiona una bufera di farfalle gialle esplosive che scaglia contro il nemico.

- Lemonade Shining (レモネード・シャイニング?, Remonēdo Shainingu): è l'attacco di Cure Lemonade con la Lemonade Castanet, ottenuta nell'episodio 29. La Pretty Cure, evocando la Lemonade Castanet col braccio sinistro, forma un cuore con le mani, dal quale si sprigiona una bufera di farfalle gialle esplosive che scaglia contro il nemico.

### Cure Mint
- Metamorfosi (メタモルフォーゼ?, Metamorufōze, Metamorphose): è la trasformazione di Komachi, eseguita tramite il Pinky Catch, e, diventata Cure Mint, si presenta al nemico.

- Mint Protection (ミント・プロテクション?, Minto Purotekushon): è l'attacco di Cure Mint. La Pretty Cure, alzando le braccia, crea una cupola verde di protezione.

- Mint Shield (ミント・シールド?, Minto Shīrudo): è l'attacco di Cure Mint con la Mint Leaf, ottenuta nell'episodio 26. La Pretty Cure, evocando la Mint Leaf col braccio sinistro, alza le braccia, creando una cupola verde di protezione.

### Cure Aqua
- Metamorfosi (メタモルフォーゼ?, Metamorufōze, Metamorphose): è la trasformazione di Karen, eseguita tramite il Pinky Catch, e, diventata Cure Aqua, si presenta al nemico.

- Aqua Stream (アクア・ストリーム?, Akua Sutorīmu): è l'attacco di Cure Aqua. La Pretty Cure crea un flusso d'acqua che scaglia contro il nemico.

- Aqua Tornado (アクア・トルネード?, Akua Torunēdo): è l'attacco di Cure Aqua con l'Aqua Ribbon, ottenuta nell'episodio 28. La Pretty Cure, evocando l'Aqua Ribbon col braccio sinistro, crea un flusso d'acqua che scaglia contro il nemico.

### In gruppo
- Presentazione: è la frase di presentazione di gruppo delle cinque Pretty Cure una volta conclusasi la trasformazione.

[Rouge, Lemonade, Mint, Aqua] 未来の光！ (e la luce del futuro!)

[Insieme] 華麗に羽ばたく５つの心 Ｙｅｓ！プリキュア５！ (Cinque cuori che volano con eleganza… Yes! Pretty Cure 5!)»
[Rouge, Lemonade, Mint, Aqua] e la luce del futuro!

[Insieme] Cinque cuori uniti in lotta contro il male… Yes! Pretty Cure 5!»
- Five Explosion (ファイブ・エクスプロージョン?, Faibu Ekusupurōjon): è l'attacco combinato usato dalle Pretty Cure con le armi donate loro da Milk, e viene eseguito tutte insieme per la prima volta nell'episodio 24. Dopo che Milk si unisce al braccio di Cure Dream, le Pretty Cure riuniscono le armi del Symphony Set, che diviene gigante, e, unendo le mani, salgono su di esso e lo fanno diventare un'enorme farfalla, con cui si scagliano contro il nemico.

[Dream] 夢と希望の力とともに！ (Insieme al potere della speranza e dei sogni,)

[Mint, Aqua] ５つの光よ！ (le cinque Luci!)

[Rouge, Lemonade] 今ここに！ (Qui adesso!)

[Pretty Cure] プリキュア・ファイブ・エクスプロージョン！ (Pretty Cure Five Explosion!)»
[Dream] Con il potere della speranza e dei sogni,

[Mint, Aqua] le cinque Sfere di Luce,

[Rouge, Lemonade] insieme, ora!

[Pretty Cure] Pretty Cure Five Explosion!»

## Luoghi
Regno di Palmier (パルミエ王国?, Parumie Ōkoku)
È il regno di Coco, Nuts e Milk. È protetto dalle Cinque Luci; alcuni alberi piantati sul luogo danno un frutto chiamato Palmier come il regno. Essendo stato devastato dalla Compagnia dell'Incubo, Coco e Nuts partono alla ricerca del Dream Collet che consentirà loro di esprimere il desiderio di vederlo ricostruito. Tuttavia l'oggetto viene utilizzato dai nemici che ne esauriscono il potere, facendo sfumare la possibilità di ripristinare Palmier. In Yes! 5 GoGo! gli abitanti si preparano quindi a risollevarlo dalle fondamenta, procedendo verso una nuova fiorente ricostruzione.
Nightmare Company / Compagnia dell'Incubo (ナイトメア?, Naitomea, Nightmare)
È l'enorme grattacielo nero, base dell'omonima organizzazione nemica.
L'Ecole Cinq Lumière (Ｌ' Ｅｃｏｌｅ Ｃｉｎｑ Ｌｕｍｉｅｒｅ?, Sanku Rumiēru Gakuen)
È la scuola femminile frequentata da Nozomi e le altre, in cui insegna Kokoda. Al suo interno vi è il Teatro della Cinq Lumière, l'edificio più antico della città.
Natts House
È il negozio di bigiotteria aperto da Nattsu in una rimessa dismessa, in cui vive con Kokoda e Milk. Le Pretty Cure vi si ritrovano spesso per dare una mano o trascorrere un pomeriggio in compagnia. In Yes! 5 GoGo! viene riaperta in un locale più grande di proprietà della famiglia Minazuki e vi vive anche Syrup.
Espoir
È il salone di bellezza della mamma di Nozomi.
FLEURISTE Natsuki (ＦＬＥＵＲＩＳＴＥ Ｎａｔｓｕｋｉ?)
È il negozio di fiori della mamma di Rin, in cui Rin dà una mano.
Pasticceria Ko-machi (菓子舗小町?, Kashi-ho Ko-machi)
È il negozio di dolci tradizionali della famiglia Akimoto, in cui a volte danno una mano Komachi e la sorella maggiore Madoka, che lo erediterà. È da qui che provengono i dolci che Komachi porta alla Natts House per le amiche e Nuts.

## Episodi

### Sigle
La sigla originale di apertura è composta da Yoshirō Iwakiri con il testo di Natsumi Tadano, la prima di chiusura da marhy con il testo di Miwa Sasaki e la seconda di chiusura da Yasuo Kosugi con il testo di Kumiko Aoki. La sigla italiana, invece, interpretata per Rai Trade con testo di Bruno Tibaldi, segue lo stesso arrangiamento della sigla di testa giapponese, sia in apertura che in chiusura.
Sigla di apertura
- Precure 5, Smile go go! (プリキュア５、スマイル ｇｏ ｇｏ！?), cantata da Mayu Kudō, Young Fresh con mayumi & yuka (coro)

Sigla di chiusura
- Kirakira shichatte MY True Love! (キラキラしちゃって ＭＹ Ｔｒｕｅ Ｌｏｖｅ！?), cantata da Kanako Miyamoto (ep. 1-32)
- Ganbalance de Dance ~Yumemiru kiseki-tachi~ (ガンバランスｄｅダンス ～夢見る奇跡たち～?), cantata da Kanako Miyamoto con Precure 5 (Yūko Sanpei, Junko Takeuchi, Mariya Ise, Ai Nagano, Ai Maeda) (ep. 33-49)

Sigla di apertura e di chiusura italiana
- Pretty Cure 5 Smile Go Go!, versione italiana di Precure 5, Smile go go!, cantata da Giorgia Alissandri e Alessia Alissandri

Del video della sigla di testa sono state realizzate tre versioni: nella prima compaiono tutti i personaggi, nella seconda cambia solo una piccola parte dove si vedono le Pretty Cure mentre attaccano, mentre nella terza compare anche Milk, le nuove armi delle guerriere e parte dell'attacco Five Explosion. Anche del video della seconda sigla di coda sono state realizzate due versioni: la differenza è minima, in quanto la prima, utilizzata solamente negli episodi 33-34, presenta problemi nell'animazione; nei DVD/Blu-ray l'errore è stato corretto.

### Distribuzione
In Giappone la serie è stata raccolta in una collezione di 16 DVD sia da Marvelous Entertainment che Pony Canyon tra il 17 ottobre 2007 e il 21 maggio 2008. In tutti i DVD sono presenti tre episodi, a parte nell'ultimo che ne ha quattro.
Il 20 novembre e il 18 dicembre 2013 la serie è stata raccolta in due cofanetti Blu-ray.

### Variazioni e censure nell'edizione italiana
- La [w] del nome "Kawarino" viene pronunciata [v] anziché [u] come in originale.
- La prima sillaba del nome "Girinma" viene letta sostituendo l'occlusiva velare sonora (la g di /gatto/) con un'affricata postalveolare sonora (la g di /giorno/).
- Nell'attacco Aqua Tornado di Cure Aqua, la a di "Tornado" viene pronunciata [a] anziché [e] come in originale.
- Nell'episodio 23, Le Pretty Cure si separano, non vengono mostrate Cure Aqua e Cure Mint che soccombono al potere dell'oscurità ed è stato tagliato l'ultimo minuto dell'episodio, nel quale Nozomi scopre che le sue amiche indossano la maschera bianca dei Nightmare. Questa sequenza è stata tolta anche dal riassunto all'inizio dell'episodio successivo.
- All'inizio dell'episodio 24, Le cinque Sfere di Luce, manca la parte in cui Nozomi chiama per nome le sue compagne, cercando di svegliarle dal controllo della Compagnia dell'Incubo.
- L'episodio 27, pur essendo stato doppiato in italiano, non è stato mai trasmesso.
- Nell'episodio 46, Kawarino scende in campo, è stata tolta la sequenza in cui Kawarino dice a Bunbee che chi non vuole lavorare per Desparaia merita di sparire per sempre, buttandolo poi giù dal tetto del palazzo della compagnia. Similmente l'eliminazione di Bloody, sempre da parte di Kawarino, non viene mostrata.

### Spin-off
Una serie spin-off intitolata Power of Hope: ~Pretty Cure Full Bloom~ (キボウノチカラ～オトナプリキュア’２３～?, Kibou no chikara ~Otona Purikyua '23~, Kibou no chikara: ~Otona Precure '23~), con protagoniste Nozomi e le altre divenute adulte e in cui appaiono le Pretty Cure della terza serie anch'esse adulte, è stata trasmessa dal 7 ottobre al 23 dicembre 2023 su NHK E.

## Film
| Titolo | Prima visione                | Prima visione         |
| Titolo | Giapponese (cinematografica) | Italiano (televisiva) |
| --- | ---------------------------- | --------------------- |
| Yes! Pretty Cure 5 - Le Pretty Cure nel Regno degli Specchi (映画 Ｙｅｓ！プリキュア５ 鏡の国のミラクル大冒険！?, Eiga Yes! Purikyua 5 Kagami no Kuni no mirakuru daibōken!, Eiga Yes! Precure 5 - Kagami no Kuni no miracle daibōken!)               | 10 novembre 2007             | 7 novembre 2010       |
| Pretty Cure All Stars GoGo Dream Live! (ちょ～短編 プリキュアオールスターズ ＧｏＧｏドリームライブ！?, Cho~ Tanpen Purikyua Ōru Sutāzu GoGo Dorīmu Raibu!)                                                                                            | 8 novembre 2008              | –                     |
| Eiga Pretty Cure All Stars DX - Minna tomodachi ☆ Kiseki no zenin daishūgō! (映画 プリキュアオールスターズＤＸ みんなともだちっ☆奇跡の全員大集合！?, Eiga Purikyua Ōru Sutāzu DX Minna tomodachi ☆ Kiseki no zenin daishūgō!)                         | 20 marzo 2009                | –                     |
| Eiga Pretty Cure All Stars DX 2 - Kibō no hikari ☆ Rainbow Jewel wo mamore! (映画 プリキュアオールスターズＤＸ２ 希望の光☆レインボージュエルを守れ！?, Eiga Purikyua Ōru Sutāzu DX 2 Kibō no hikari ☆ Reinbō Jueru wo mamore!)                        | 20 marzo 2010                | –                     |
| Eiga Pretty Cure All Stars DX 3 - Mirai ni todoke! Sekai wo tsunagu ☆ Niji-iro no hana (映画 プリキュアオールスターズＤＸ３ 未来にとどけ！世界をつなぐ☆虹色の花?, Eiga Purikyua Ōru Sutāzu DX 3 Mirai ni todoke! Sekai wo tsunagu ☆ Niji-iro no hana) | 19 marzo 2011                | –                     |
| Eiga Pretty Cure All Stars New Stage - Mirai no tomodachi (映画 プリキュアオールスターズＮｅｗＳｔａｇｅ みらいのともだち?, Eiga Purikyua Ōru Sutāzu New Stage Mirai no tomodachi)                                                                    | 17 marzo 2012                | –                     |
| Eiga Pretty Cure All Stars New Stage 2 - Kokoro no tomodachi (映画 プリキュアオールスターズＮｅｗＳｔａｇｅ２ こころのともだち?, Eiga Purikyua Ōru Sutāzu New Stage 2 Kokoro no tomodachi)                                                            | 16 marzo 2013                | –                     |
| Eiga Pretty Cure All Stars New Stage 3 - Eien no tomodachi (映画 プリキュアオールスターズＮｅｗＳｔａｇｅ３ 永遠のともだち?, Eiga Purikyua Ōru Sutāzu New Stage 3 Eien no tomodachi)                                                                  | 15 marzo 2014                | –                     |
| Eiga Pretty Cure All Stars - Haru no carnival♪ (映画 プリキュアオールスターズ 春のカーニバル♪?, Eiga Purikyua Ōru Sutāzu Haru no kānibaru♪) | 14 marzo 2015                | –                     |
| Eiga Pretty Cure All Stars - Minna de utau♪ Kiseki no mahō! (映画 プリキュアオールスターズ みんなで歌う♪奇跡の魔法！?, Eiga Purikyua Ōru Sutāzu Minna de utau♪ Kiseki no mahō!)                                                                       | 19 marzo 2016                | –                     |
| Eiga HUGtto! Pretty Cure ♡ Futari wa Pretty Cure - All Stars Memories (映画 ＨＵＧっと！プリキュア♡ふたりはプリキュア オールスターズメモリーズ?, Eiga HUGtto! Purikyua ♡ Futari wa Purikyua Ōru Sutāzu Memorīzu)                                      | 27 ottobre 2018              | –                     |
| Eiga Healin' Good ♥ Pretty Cure - Yume no machi de kyun! tto GoGo! Daihenshin!! (映画 ヒーリングっど♥プリキュア ゆめのまちでキュン！っとＧｏＧｏ！大変身！！?, Eiga Hīringuddo ♥ Purikyua Yume no machi de kyun! tto GoGo! Daihenshin!!)              | 20 marzo 2021                | –                     |
| Eiga Pretty Cure All Stars F (映画 プリキュアオールスターズＦ?, Eiga Purikyua Ōru Sutāzu F) | 15 settembre 2023            | –                     |

## Manga
Il manga di Yes! Pretty Cure 5, disegnato da Futago Kamikita, è stato serializzato sulla rivista Nakayoshi di Kōdansha da marzo 2007 a febbraio 2008. I dodici capitoli adattano in formato cartaceo l'anime, pur con qualche differenza. Su Nakayoshi Lovely sono state inoltre pubblicate quattro storie extra nei numeri di primavera, inizio estate, estate e autunno 2007. Il tutto è stato raccolto in un tankōbon il 6 gennaio 2015, con una storia extra di quattro pagine realizzata appositamente.
La serie presenta numerose differenze con l'anime perché i capitoli sono intesi più come appendice della serie animata che come riduzione cartacea della stessa. Al di là del primo capitolo, che narra pressoché nello stesso modo gli eventi dell'episodio 1 al fine d'introdurre la trama generale, il resto del manga si concentra sulla vita quotidiana delle protagoniste e sul rapporto tra Nozomi e Kokoda: la lotta contro i Nightmare e la ricerca dei Pinky vengono richiamati saltuariamente, mentre i combattimenti veri e propri vengono tralasciati, interrompendo alla trasformazione delle guerriere e riprendendo la narrazione a sconfitta del nemico già avvenuta. Le differenze principali si riscontrano nell'assenza di Milk, e del conseguente potenziamento delle Pretty Cure con le cinque Sfere di Luce, e nella nascita di un'intesa speciale tra Nattsu e Rin: come dichiarato da Futago Kamikita in un'intervista, l'idea iniziale era quella di sviluppare il rapporto tra i due, anche se in seguito è stata accantonata, vista l'assenza di altri richiami nei capitoli successivi al sesto e dalla scelta degli sceneggiatori dell'anime di far legare, invece, Nattsu e Komachi. Soltanto nel capitolo 3, inoltre, la Natts House viene chiamata Pinky Style.
| Nº    | Titolo italiano Giapponese 「Kanji」 - Rōmaji | Data di prima pubblicazione           | Data di prima pubblicazione |
| Nº    | Titolo italiano Giapponese 「Kanji」 - Rōmaji | Giapponese                            |                             |
| Unico | Yes! Precure 5 「Ｙｅｓ！プリキュア５」 - Yes! Purikyua 5 | 6 gennaio 2015 ISBN 978-4-06-337818-4 |                             |
| Unico | Capitoli - Capitolo 1 - Capitolo 2 - Storia extra da Nakayoshi Lovely (primavera 2007) - Capitolo 3 - Capitolo 4 - Capitolo 5 - Storia extra da Nakayoshi Lovely (inizio estate 2007) - Capitolo 6 - Capitolo 7 - Storia extra da Nakayoshi Lovely (estate 2007) - Capitolo 8 - Capitolo 9 - Storia extra da Nakayoshi Lovely (autunno 2007) - Capitolo 10 - Capitolo 11 - Capitolo 12 - Storia extra della Pretty Cure Collection |                                       |                             |

### Altre pubblicazioni
Il 9 marzo 2012, in Giappone è uscito Precure Syndrome! «Precure 5» no tamashī wo unda 25-nin (プリキュア シンドローム！〈プリキュア５〉の魂を生んだ２５人? lett. "Pretty Cure Syndrome! Le 25 persone che hanno dato vita a «Pretty Cure 5»"), con interviste e storyboard che raccontato la nascita di Yes! Pretty Cure 5 e Yes! Pretty Cure 5 GoGo!. Il libro consta di circa 600 pagine, suddivise in otto capitoli, che presentano rispettivamente le interviste ai produttori, ai toy designer, allo staff degli episodi, alle doppiatrici, alle cantanti, la storia dei film del ciclo DX, l'intervista a Futago Kamikita e il backstage della produzione.

## CD e videogiochi
Durante il corso della serie sono stati pubblicati diversi CD e raccolte, sia di brani musicali che di colonna sonora, da Marvelous Entertainment. I videogiochi, invece, sono stati distribuiti da Bandai.
| Nº | Titolo CD | Numero tracce | Data uscita       |
| -- | --- | ------------- | ----------------- |
| 1  | Precure 5, Smile go go! / Kirakira shichatte MY True Love! (プリキュア５、スマイル ｇｏ ｇｏ！／キラキラしちゃって ＭＹ Ｔｒｕｅ Ｌｏｖｅ！?)                           | 4             | 7 marzo 2007      |
| 2  | Tobikkiri! Yūki no door (とびっきり！勇気の扉?) | 4             | 27 giugno 2007    |
| 3  | Yes! Precure 5 - Vocal Album 1: ~Seishun otome LOVE&DREAM~ (Ｙｅｓ！プリキュア５ ボーカルアルバム１ ～青春乙女ＬＯＶＥ＆ＤＲＥＡＭ～?)                                  | 10            | 10 agosto 2007    |
| 4  | Yes! Precure 5 - Original Soundtrack 1: Precure Sound Dream!! (Ｙｅｓ！プリキュア５ オリジナル・サウンドトラック１ プリキュア・サウンド・ドリーム！！?)                 | 38            | 12 settembre 2007 |
| 5  | Ganbalance de Dance ~Yumemiru kiseki-tachi~ (ガンバランスｄｅダンス ～夢見る奇跡たち～?)                                                                                | 4             | 3 ottobre 2007    |
| 6  | Yes! Precure 5 - Vocal Album 2: ~VOCAL EXPLOSION!~ (Ｙｅｓ！プリキュア５ Ｖｏｃａｌアルバム２ ～ＶＯＣＡＬ ＥＸＰＬＯＳＩＯＮ！～?)                                     | 10            | 9 novembre 2007   |
| 7  | Yes! Precure 5 - Character & Vocal Album (1): Coco & Nuts ~Futari no ōji~ (Ｙｅｓ！プリキュア５ キャラクター＆Ｖｏｃａｌアルバム （１） ココ＆ナッツ～ふたりの王子～?)  | 9             | 5 dicembre 2007   |
| 8  | Yes! Precure 5 - Character & Vocal Album (2): Coco & Nuts ~Sensei to tenchō~ (Ｙｅｓ！プリキュア５ キャラクター＆Ｖｏｃａｌアルバム （２） ココ＆ナッツ～先生と店長～?) | 9             | 9 gennaio 2008    |
| 9  | Yes! Precure 5 - Original Soundtrack 2: Sound Miracle Shoot!! (Ｙｅｓ！プリキュア５ オリジナル・サウンドトラック２ サウンド・ミラクル・シュート！！?)                   | 33            | 30 gennaio 2008   |
| 10 | Yes! Precure 5 - Vocal Best!! (Ｙｅｓ！プリキュア５ ボーカルベスト！！?)                                                                                                | 16            | 26 marzo 2008     |
| 11 | Precure 5th ANNIVERSARY: Precure Vocal BOX 1 ~Hikari no shō~ (プリキュア ５ｔｈ ＡＮＮＩＶＥＲＳＡＲＹ プリキュアボーカルＢＯＸ１ ～光の章～?)                          | 63            | 6 agosto 2008     |
| 12 | Precure 5th ANNIVERSARY: Precure Vocal BOX 2 ~Kibō no shō~ (プリキュア ５ｔｈ ＡＮＮＩＶＥＲＳＡＲＹ プリキュアボーカルＢＯＸ２ ～希望の章～?)                          | 62            | 3 dicembre 2008   |
| 13 | Yes! Precure 5 - Memorial Vocal Selection (Ｙｅｓ！プリキュア５ メモリアルボーカルセレクション?)                                                                        | 16            | 20 luglio 2011    |
| 14 | Precure Vocal Best BOX (プリキュア ボーカルベストＢＯＸ?) | 240           | 4 settembre 2013  |
| 15 | Precure Colorful Collection: Lovely♥Pink (プリキュアカラフルコレクション ラブリー♥ピンク?)                                                                              | 33            | 17 dicembre 2014  |
| 16 | Precure Colorful Collection: Kirakira☆Citrus (プリキュアカラフルコレクション キラキラ☆シトラス?)                                                                        | 27            | 17 dicembre 2014  |
| 17 | Precure Colorful Collection: Twinkle♦Blue (プリキュアカラフルコレクション トゥインクル♦ブルー?)                                                                         | 29            | 17 dicembre 2014  |
| 18 | Precure Colorful Collection: Happy♪Red&White (プリキュアカラフルコレクション ハッピー♪レッド＆ホワイト?)                                                                | 31            | 17 dicembre 2014  |
| 19 | Precure Opening Theme Collection 2004~2016 (プリキュア オープニングテーマコレクション２００４～２０１６?)                                                               | 15            | 3 agosto 2016     |
| 20 | Precure Ending Theme Collection 2004~2016 (プリキュア エンディングテーマコレクション２００４～２０１６?)                                                                | 25            | 25 gennaio 2017   |
| 21 | Yes! Precure 5 & Yes! Precure 5 GoGo! - Memorial Album (Ｙｅｓ！プリキュア５ ＆ Ｙｅｓ！プリキュア５ ＧｏＧｏ！ メモリアルアルバム?)                                    | 60            | 7 aprile 2021     |

| Nº | Titolo videogioco                                                                                | Piattaforma | Data uscita      |
| -- | ------------------------------------------------------------------------------------------------ | ----------- | ---------------- |
| 1  | Yes! Precure 5: Asonde oboeyou! Hiragana! (Ｙｅｓ！プリキュア５ あそんでおぼえよう！ひらがな！?) | Sega Beena  | 30 agosto 2007   |
| 2  | Yes! Precure 5 (Ｙｅｓ！プリキュア５?)                                                           | Nintendo DS | 29 novembre 2007 |

## Trasmissioni e adattamenti nel mondo
Yes! Pretty Cure 5 è stato trasmesso, oltre che in Giappone e in Italia, anche in diversi Paesi in tutto il mondo.
| Stato         | Rete televisiva / piattaforma streaming | Data 1ª TV/streaming             |
| ------------- | --------------------------------------- | -------------------------------- |
| Albania       | Bang Bang                               | 12 ottobre – 16 novembre 2015    |
| Corea del Sud | SBS, Champ TV, Anione TV                | 20 luglio – 5 novembre 2009      |
| Hong Kong     | TVB                                     | 11 luglio 2009 – 16 gennaio 2010 |
| Taiwan        | YOYO TV                                 | 19 aprile 2009 – 4 aprile 2010   |
| Thailandia    | Modern Nine TV                          | 9 giugno – 25 novembre 2012      |

In Francia la serie è stata curata dalla divisione europea della stessa Toei Animation, ma nessuna emittente l'ha mandata in onda; tra le informazioni, Nozomi è ribattezzata Naomi ed è doppiata da Leslie Lipkins, mentre Blanche Ravalec presta la voce al personaggio di Arachnea.
Nel 2011 è stata acquistata dalla statunitense William Winckler Productions, tuttavia non è stata trasmessa. I nomi delle protagoniste, con l'eccezione di Karen, cambiano: Nozomi è Priscilla, Rin diventa Lynn, Urara viene chiamata Erica e Komachi è Kimberly.
In Corea del Sud le sigle sono cantate in coreano e restano invariate le formule di trasformazione e gli attacchi, ma viene eliminato ogni riferimento al Giappone e cambiano tutti i nomi dei personaggi: Nozomi è Lee So-mang (이소망?), Rin è Na Hye-rin (나혜린?), Urara è Kim Cho-won (김초원?), Komachi è Park Ha-neul (박하늘?), Karen è Choi Ga-yeong (최가영?).
L'adattamento adottato a Taiwan, in cinese, rende la parola Cure con il carattere 天使S (Tiānshǐ), che significa "Angelo", nei nomi delle protagoniste, e con i caratteri 光之美少女ＦＩＶＥS (Guāng zhīměi shàonǚ FIVE, lett. "Ragazze della Luce FIVE") il titolo della serie. Gli episodi, oltre ad essere doppiati, sono anche sottotitolati e le sigle di testa e di coda vengono tradotte mantenendo inalterato l'arrangiamento, ma non il video, nel quale si possono vedere delle ragazze ballare a ritmo di musica; le trasformazioni e gli attacchi sono tradotti. A Hong Kong è stato trasmesso con il titolo Ｙｅｓ！光之美少女S (lett. "Yes! Ragazze della Luce"), i nomi presentano gli stessi ideogrammi degli originali, ma cambia la pronuncia, e trasformazioni e attacchi sono tradotti; la sigla in cantonese 1 2 3 4 Wonderful 5 è cantata da Cilla Kung.
In Thailandia, l'adattamento conserva i nomi originali, anche i suffissi onorifici giapponesi come -chan e -san. Il doppiaggio non mantiene il labiale dei personaggi, sovrapponendo a volte le voci. Un episodio dura all'incirca 40-43 minuti, per via degli intermezzi pubblicitari.